# Академическая гребля на летних Олимпийских играх 1908
Соревнования по академической гребле на летних Олимпийских играх 1908 прошли с 28 по 31 июля. В них участвовали 81 спортсмен из 8 стран. По сравнению с прошлыми Играми, были отменены гонки парных двоек.

## Медали

### Общий медальный зачёт
(Жирным выделено самое большое количество медалей в своей категории; принимающая страна также выделена)
| Общее количество медалей |                |        |         |        |       |
| Место                    | Страна         | Золото | Серебро | Бронза | Всего |
| 1                        | Великобритания | 4      | 3       | 1      | 8     |
| 2                        | Бельгия        | 0      | 1       | 0      | 1     |
| 3                        | Канада         | 0      | 0       | 3      | 3     |
| 4                        | Германия       | 0      | 0       | 2      | 2     |
| 5                        | Венгрия        | 0      | 0       | 1      | 1     |
| 5                        | Нидерланды     | 0      | 0       | 1      | 1     |

### Медалисты
| Дисциплина | Золото | Серебро | Бронза |
| Одиночки   | Гарри Блэкстафф Великобритания | Александр Мак-Каллок Великобритания | Бернард фон Газа Германия |
| Одиночки   | Гарри Блэкстафф Великобритания | Александр Мак-Каллок Великобритания | Кароли Левицки Венгрия |
| Двойки     | Великобритания Гордон Томсон · Джон Феннинг | Великобритания Филипп Вердон · Джордж Фэрберн | Канада Норви Джекс · Фредерик Томс |
| Двойки     | Великобритания Гордон Томсон · Джон Феннинг | Великобритания Филипп Вердон · Джордж Фэрберн | Германия Вилли Дюсков · Мартин Штанке |
| Четвёрки   | Великобритания Джеймс Гиллен · Кольер Кадмор · Дункан Маккиннон · Джон Сомерс-Смит                                                                                                  | Великобритания Гарольд Баркер · Гордон Томсон · Филипп Филлол · Джон Феннинг                                                                                 | Канада Гордон Белфор · Беше Гейл · Чарльз Ридди · Джеффри Тейлор                                                                                          |
| Четвёрки   | Великобритания Джеймс Гиллен · Кольер Кадмор · Дункан Маккиннон · Джон Сомерс-Смит                                                                                                  | Великобритания Гарольд Баркер · Гордон Томсон · Филипп Филлол · Джон Феннинг                                                                                 | Нидерланды Йохан Бурк · Альбертус Вилсма · Бернардус Крон · Германнус Хёфте                                                                               |
| Восьмёрки  | Великобритания Генри Бакнелл · Альберт Гладстон · Чарльз Бёрнелл · Баннер Джонстон · Фредерик Келли · Гай Никаллс · Рональд Сандерсон · Реймонд Этерингтон-Смит · Гилхрист Маклеген | Бельгия Полидор Вейрман · Франсуа Вергухт · Жорж Мийс · Марсель Моримон · Реми Орбан · Родольф Пома · Оскар де Сомвиль · Оскар Талман · Альфред ван Ландегем | Великобритания Джон Бёрн · Генри Голдсмит · Фрэнк Джервуд · Освальд Карвер · Гарольд Кичинг · Эрик Пауэлл · Дуглас Стюарт · Эдвард Уильямс · Ричард Бойль |
| Восьмёрки  | Великобритания Генри Бакнелл · Альберт Гладстон · Чарльз Бёрнелл · Баннер Джонстон · Фредерик Келли · Гай Никаллс · Рональд Сандерсон · Реймонд Этерингтон-Смит · Гилхрист Маклеген | Бельгия Полидор Вейрман · Франсуа Вергухт · Жорж Мийс · Марсель Моримон · Реми Орбан · Родольф Пома · Оскар де Сомвиль · Оскар Талман · Альфред ван Ландегем | Канада Гордон Белфор · Беше Гейл · Уолтер Льюис · Джозеф Райт · Чарльз Ридди · Ирвин Робертсон · Джеффри Тейлор · Юлиус Томсон · Дуглас Кертланд          |

## Страны

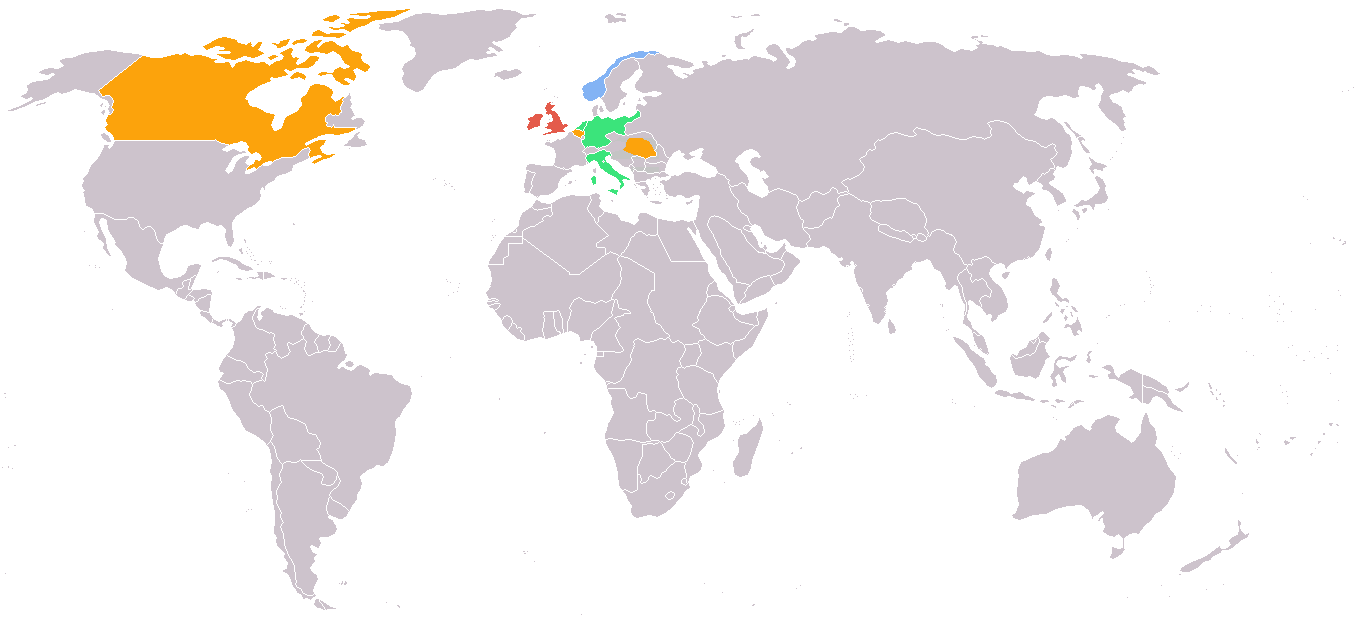
Участвующие страны в академической гребле:
— зелёный: менее 5 атлетов;
— голубой: 5-9 атлетов;
— оранжевый: 10-19 атлетов;
— красный: более 19 атлетов.

В соревнованиях по академической гребле участвовали 81 спортсмен (включая рулевых) из 8 стран:

В скобках указано количество спортсменов
- Бельгия (10)
- Великобритания (30)
- Венгрия (11)
- Германия (3)
- Италия (1)
- Канада (13)
- Нидерланды (4)
- Норвегия (9)